# Chiang Saen
Chiang Saen (in lingua thai: เชียงแสน, IPA [tɕʰīaŋ sɛ̌ːn], letteralmente: la città dei 100.000) è una cittadina di sub-distretto (thesaban tambon) di 5 618 abitanti (2018) della Thailandia. È situata nell'omonimo distretto della provincia di Chiang Rai, nella Thailandia del Nord, all'estremità settentrionale del Paese ai confini con la Birmania e il Laos, nella zona del Triangolo d'oro.
L'antico nome di Chiang Saen era Ngoenyang, capitale dell'omonimo antico regno prima che re Mengrai il Grande trasferisse la capitale a Chiang Rai nel 1262 e fondasse il Regno Lanna nel 1296.

## Storia

### Fondazione del Regno di Ngoenyang
Non vi sono documentazioni riguardanti la città scritte prima del regno di Mengrai, re di Ngoenyang, nonché fondatore e sovrano di Lanna dal 1296 al 1317. Secondo le antiche cronache di Chiang Mai, la città fu fondata con il nome Yonok nel 545 d.C. nella zona dell'odierno sotto-distretto (tambon) di Yonok da migranti Tai Yuan provenienti dalla provincia cinese dello Yunnan. Fu una delle prime municipalità (mueang) che i popoli tai, di cui i Tai Yuan e gli stessi thai fanno parte, formarono nel sudest asiatico.
Dopo che Yonok fu distrutta da un terremoto, i Tai Yuan ricostruirono la città a Hiran (nella zona dell'odierna Mae Sai in provincia di Chiang Rai), che divenne la capitale dell'omonimo regno. Hiran entrò nella sfera d'influenza del Regno di Lavo, l'odierna Lopburi, che era uno stato vassallo dei Khmer di Chenla. Attorno all'anno 850, il settimo re di Hiran, Laokiang, fece ricostruire Yonok nell'attuale sito di Chiang Saen, che prese il nome Ngoenyang e fu la capitale del regno omonimo.

### Il Regno di Ngoenyang diventa il Regno Lanna
Nel 1250, Ngoenyang fu conquistata dai Tai Lü del Regno di Chiang Hung, l'odierna Jinghong della prefettura cinese del Xishuangbanna, ai confini tra Yunnan e Laos. Il breve dominio Tai Lü fu interrotto dall'affermazione delle orde mongole di Kublai Khan, che non occuparono la zona e lasciarono un vuoto di potere nella zona. Ne approfittò Mengrai, il 25º re di Ngoenyang, che dopo aver sposato la figlia del re di Chiang Hung espanse i suoi territori e spostò la capitale a Chiang Rai nel 1262. Dopo un'ulteriore espansione, nel 1296 avrebbe trasferito la capitale nella città di Chiang Mai da lui fondata, il regno fu ribattezzato Lanna (lett. un milione di risaie) e avrebbe dominato il nord dell'Indocina per molti anni.

### Dominazione birmana e siamese
Il Regno Lanna divenne uno stato vassallo birmano nel 1558 e si scatenò una lunga lotta tra gli stessi birmani ed i siamesi di Ayutthaya per la supremazia sui suoi territori. Nel 1767 Ayutthaya venne distrutta dai birmani e re Taksin del nuovo regno siamese di Thonburi sottrasse Lanna ai birmani nel 1775, che però mantennero il controllo di Chiang Saen, facendone un avamposto per le incursioni nel Siam settentrionale. La città venne definitivamente conquistata dai siamesi nel 1802, quando le armate di Rama I, sovrano del nuovo regno siamese di Rattanakosin (l'odierno Regno di Thailandia), sconfissero i birmani nella guerra di Lanna. Durante il conflitto, il principe lanna Kawila, comandante dell'esercito siamese, fece saccheggiare ed evacuare la città per scoraggiare il ritorno dei birmani.

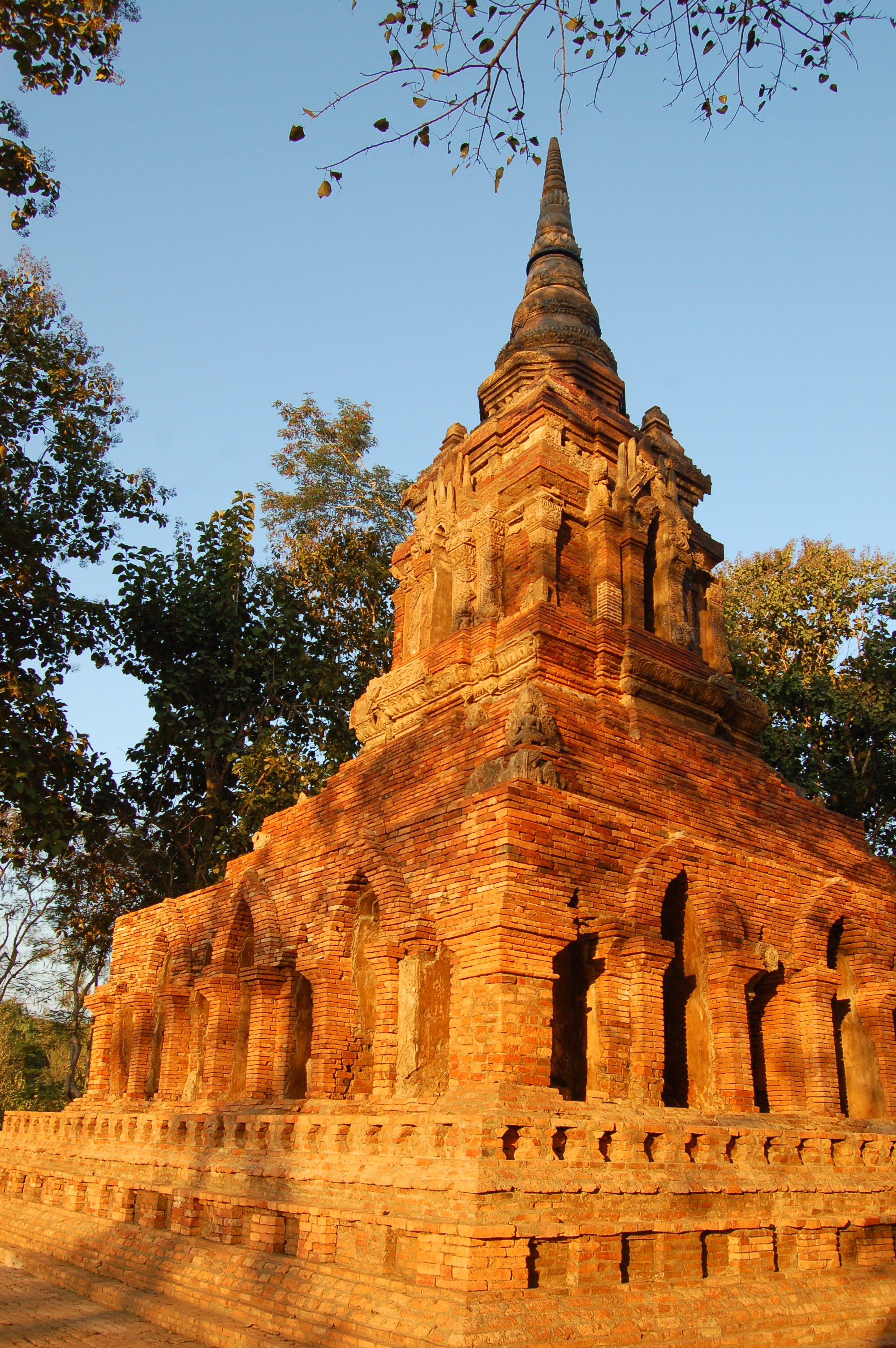
Wat Pa Sak

### Chiang Saen moderna
La città venne ripopolata dopo qualche anno, quando la minaccia birmana si era affievolita, ma aveva perso gran parte dell'antica importanza. Chiang Saen divenne nei primi anni del Novecento il capoluogo del distretto omonimo, che assunse la sua forma odierna il 6 aprile 1957. È censita attualmente come "municipio di sub-distretto (thesaban tambon). Nella zona storica si trovano tuttora le rovine degli antichi palazzi e templi, tra i quali il Wat Pa Sak è in buono stato di conservazione. La zona è una meta turistica, oltre la frontiera birmana sono presenti diversi casinò.

## Geografia fisica
La cittadina contava nel 2018 su 5 618 abitanti e si trova nella zona dei monti Daen Lao. Il confine con la Birmania è alcuni chilometri a nord, oltre il fiume Ruak, che affluisce nel Mekong nel punto di confine tra Thailandia, Birmania e Laos. Chiang Saen è affacciata sulla riva destra del Mekong, che segna il confine con il Laos, mentre la periferia orientale è bagnata dal fiume Kok.